# Someday at Christmas (album)
Someday at Christmas is het negende studioalbum en eerste kerstalbum van Stevie Wonder. Het werd op 27 november 1967 uitgebracht. Het album bereikte de 81ste plaats in de Billboard 200.
Als eerste single van het album werd het gelijknamige nummer gebruikt. Deze single bereikte de 24ste positie in de Billboard Hot 100. Justin Bieber coverde dit nummer op 13 december 2009 in het televisieprogramma Christmas in Washington. Ook The Jackson Five coverde het nummer in de jaren zeventig en recent in 2017 Hanson op hun album Finally its Christmas. 
De albumhoes is ontworpen door Alana Coghlan en Katherine Marking.

## Composities
| Nr. | Titel                     | Schrijver(s)                                     | Duur |
| --- | ------------------------- | ------------------------------------------------ | ---- |
| 1.  | Someday at Christmas      | Ron Miller, Bryan Wells                          | 2:49 |
| 2.  | Silver Bells              | Jay Livingston, Ray Evans                        | 2:10 |
| 3.  | Ave Maria                 | Franz Schubert                                   | 3:56 |
| 4.  | The Little Drummer Boy    | Katherine K. Davis, Henry Onorati, Harry Simeone | 3:05 |
| 5.  | One Little Christmas Tree | Miller, B. Wells                                 | 2:41 |
| 6.  | The Day That Love Began   | Miller, Deborah Wells                            | 3:33 |

| 1.                 | The Christmas Song           | Mel Tormé, Robert Wells              | 3:06 |
| 2.                 | Bedtime for Toys             | Miller, Orlando Murden               | 3:28 |
| 3.                 | Christmastime                | Sol Selegna                          | 2:32 |
| 4.                 | Twinkle Twinkle Little Me    | Miller, William O'Malley             | 3:13 |
| 5.                 | A Warm Little Home on a Hill | Miller, B. Wells                     | 3:26 |
| 6.                 | What Christmas Means to Me   | Anna Gaye, Allen Story, George Gordy | 2:27 |
| Totale duur: 34:57 |                              |                                      |      |

## Bezetting
- Benny Benjamin - drums
- Alana Coghlan - design
- Henry Cosby - producer
- James Jamerson - basgitaar
- Katherine Marking - design
- John Matousek - mastering
- Robert Robitaille - mastering
- Stevie Wonder - zang